# Necyla orientalis
Necyla orientalis is een insect uit de familie van de Mantispidae, die tot de orde netvleugeligen (Neuroptera) behoort. 
Necyla orientalis is voor het eerst wetenschappelijk beschreven door Esben-Petersen in 1913.